# Sindone di Torino

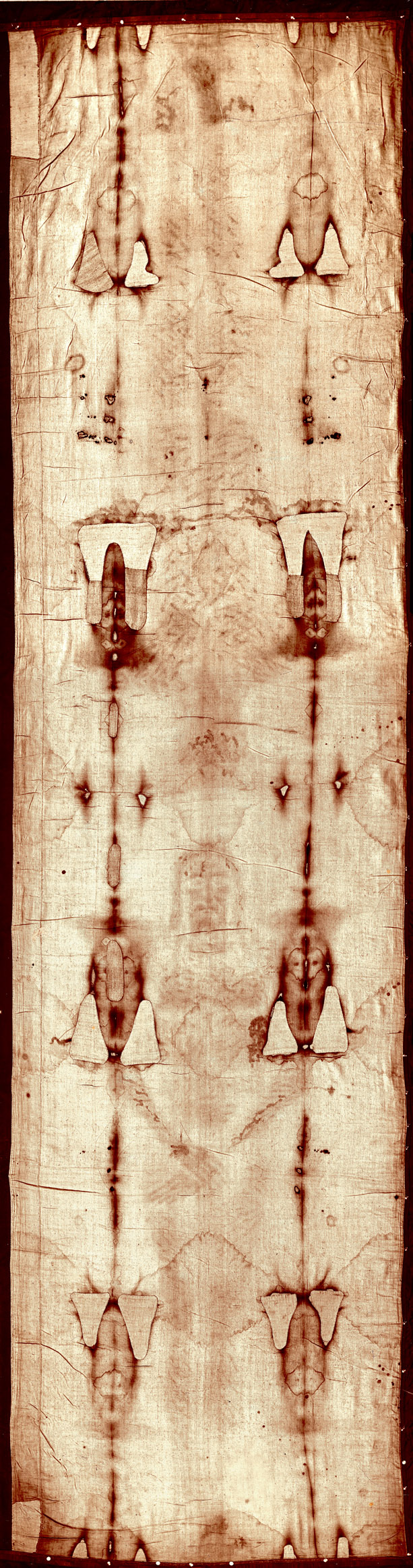
La Sindone fotografata da Giuseppe Enrie (1931). In alto l'immagine dorsale (capovolta), in basso quella frontale. Ai lati delle immagini si vedono le bruciature dell'incendio del 1532 e i relativi rattoppi (rimossi nel 2002)

La Sindone di Torino, nota anche come Sacra Sindone o Santa Sindone, è un lenzuolo di lino conservato nel Duomo di Torino, sul quale è visibile l'immagine di un uomo che porta segni interpretati come dovuti a maltrattamenti e torture compatibili con quelli di un condannato alla crocifissione e descritti nella passione di Gesù. Molte persone identificano la vittima di tali torture con Gesù e il lenzuolo con quello usato per avvolgerne il corpo nel sepolcro.
Il termine "sindone" deriva dal greco σινδών (sindon), che indicava un ampio tessuto, come un lenzuolo, e che se specificato poteva essere di lino di buona qualità o tessuto d'India. Anticamente il termine "sindone" era generico e non collegato alla sepoltura, ma oggi il termine è ormai diventato sinonimo del lenzuolo funebre di Gesù.
Nel 1988, l'esame del carbonio-14 sulla Sindone, eseguito contemporaneamente e indipendentemente dai laboratori di Oxford, Tucson e Zurigo, ha datato la sindone in un intervallo di tempo compreso tra il 1260 e il 1390, periodo corrispondente all'inizio della storia della Sindone certamente documentata. 
Tale datazione è messa in discussione dai sostenitori della autenticità della Sindone, in particolare per le asserite contaminazioni che avrebbe subito nei secoli.
Le esposizioni pubbliche della Sindone sono chiamate ostensioni (dal latino ostendere, "mostrare"). Le ultime sono state nel 1978, 1998, 2000, 2010, 2013 (quest'ultima soltanto televisiva), dal 19 aprile al 24 giugno 2015 e l'11 aprile 2020 (anche quest'ultima solo televisiva, in occasione del sabato santo occorso durante la pandemia di COVID-19).

## Storia
Gli storici sono d'accordo nel ritenere documentata con sufficiente certezza la storia della Sindone a partire dalla metà del XIV secolo: risale infatti al 1353 la prima testimonianza storica.

### Lirey

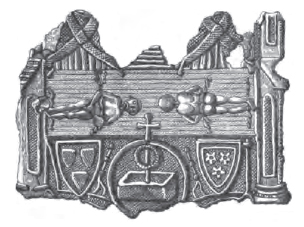
Medaglione votivo, datato tra il 1356 ed il 1370, rappresentante la Sindone

La prima notizia riferita con certezza alla Sindone che oggi si trova a Torino risale al 1353: il 20 giugno il cavaliere Goffredo (Geoffroy) di Charny, che aveva fatto costruire una chiesa nella cittadina di Lirey dove risiedeva, dona alla collegiata della stessa chiesa un lenzuolo che dichiara essere la Sindone che avvolse il corpo di Gesù. Egli non spiega però come ne sia venuto in possesso.
Il possesso della Sindone da parte di Goffredo è comprovato anche da un medaglione votivo ripescato nel 1855 nella Senna, conservato al Museo Cluny di Parigi: su di esso sono raffigurati la Sindone (nella tradizionale posizione orizzontale con l'immagine frontale a sinistra), le armi degli Charny e quelle dei Vergy, il casato di sua moglie Giovanna.
Alcune notizie su questo periodo ci vengono dal cosiddetto "memoriale d'Arcis", una lettera indirizzata nel 1389 da Pietro d'Arcis, vescovo di Troyes, all'antipapa Clemente VII (che era riconosciuto in quel momento in Francia come papa legittimo) per protestare contro l'ostensione organizzata in quell'anno da Goffredo II, figlio di Goffredo. D'Arcis scrive che la Sindone era stata esposta una prima volta circa trentaquattro anni prima, quindi nel 1355 (alcuni storici propendono invece per la data del 1357, dopo la morte di Goffredo, ucciso in battaglia a Poitiers il 19 settembre 1356), attirando in loco molti fedeli e donazioni, fatto che aveva portato il suo predecessore, Enrico di Poitiers, ad indagare sui fatti. I teologi consultati da Enrico di Poitiers, aggiunge, avevano assicurato che non poteva esistere una Sindone con l'immagine di Gesù, perché i Vangeli ne avrebbero sicuramente parlato, e inoltre durante le indagini un pittore aveva confessato di averla dipinta; ma d'Arcis non ne indica il nome. Secondo quanto riportato da d'Arcis, il suo predecessore aveva quindi aperto un procedimento contro il decano di Lirey per via di sospetti sull'autenticità del telo, ma come conseguenza questo era stato nascosto, perché non potesse essere sequestrato ed esaminato. Sempre secondo il memoriale, sarebbe stato il decano della collegiata di Lirey, al tempo Robert de Caillac, che aveva effettuato la prima ostensione, ad essersi procurato il telo.
Sul memoriale d'Arcis sono però stati sollevati dubbi, soprattutto da fonte autenticista. Non si conoscono altre conferme che Enrico di Poitiers abbia effettivamente aperto un'inchiesta e in una sua lettera a Goffredo di Charny del 1356 non fa alcun cenno alla Sindone. Alcuni storici suggeriscono che Pietro d'Arcis volesse far dichiarare falsa la Sindone, nuovamente esposta all'adorazione dopo alcuni decenni, perché essa attirava i pellegrini a Lirey, facendo così calare le entrate della cattedrale di Troyes, in quanto proprio nel 1389 il tetto di quest'ultima era crollato e la sua ricostruzione richiedeva certamente molto denaro; questo tuttavia non spiegherebbe l'assenza di ostensioni da parte dei Charny nei decenni precedenti.
Goffredo II invia a sua volta un memoriale di segno contrario e nel 1390 l'antipapa Clemente VII decreta una soluzione di compromesso, emanando 4 bolle: da una parte è autorizzata l'esposizione della Sindone a patto che si dichiari che si trattava di una pictura seu tabula, cioè un dipinto («si dica ad alta voce, per far cessare ogni frode, che la suddetta raffigurazione o rappresentazione non è il vero Sudario del Nostro Signore Gesù Cristo, ma una pittura o tavola fatta a imitazione del Sudario»); dall'altra, a Pietro d'Arcis è chiesto di cessare le critiche contro il telo.
Nei decenni successivi scoppia una disputa per il possesso della Sindone. All'incirca nel 1415 il conte Umberto de la Roche, marito di Margherita di Charny, figlia di Goffredo II, prende in consegna il lenzuolo per metterlo al sicuro in occasione della guerra tra la Borgogna e la Francia. Margherita si rifiuta poi di restituirlo alla collegiata di Lirey, reclamandone la proprietà. I canonici la denunciano, ma la causa si protrae per molti anni e Margherita comincia a organizzare una serie di ostensioni nei viaggi in giro per l'Europa; intanto Umberto muore nel 1448. Nel 1449 a Chimay, in Belgio, dopo una di queste ostensioni il vescovo locale ordina un'inchiesta, a seguito della quale Margherita deve mostrare le bolle papali in cui il telo viene definito una raffigurazione; come conseguenza l'ostensione viene interrotta e lei viene espulsa dalla città. Negli anni successivi continua a rifiutare di restituire la Sindone finché, nel 1453, la vende ai duchi di Savoia. Successivamente, nel 1457, a causa di questi suoi comportamenti, viene scomunicata.

### Chambéry

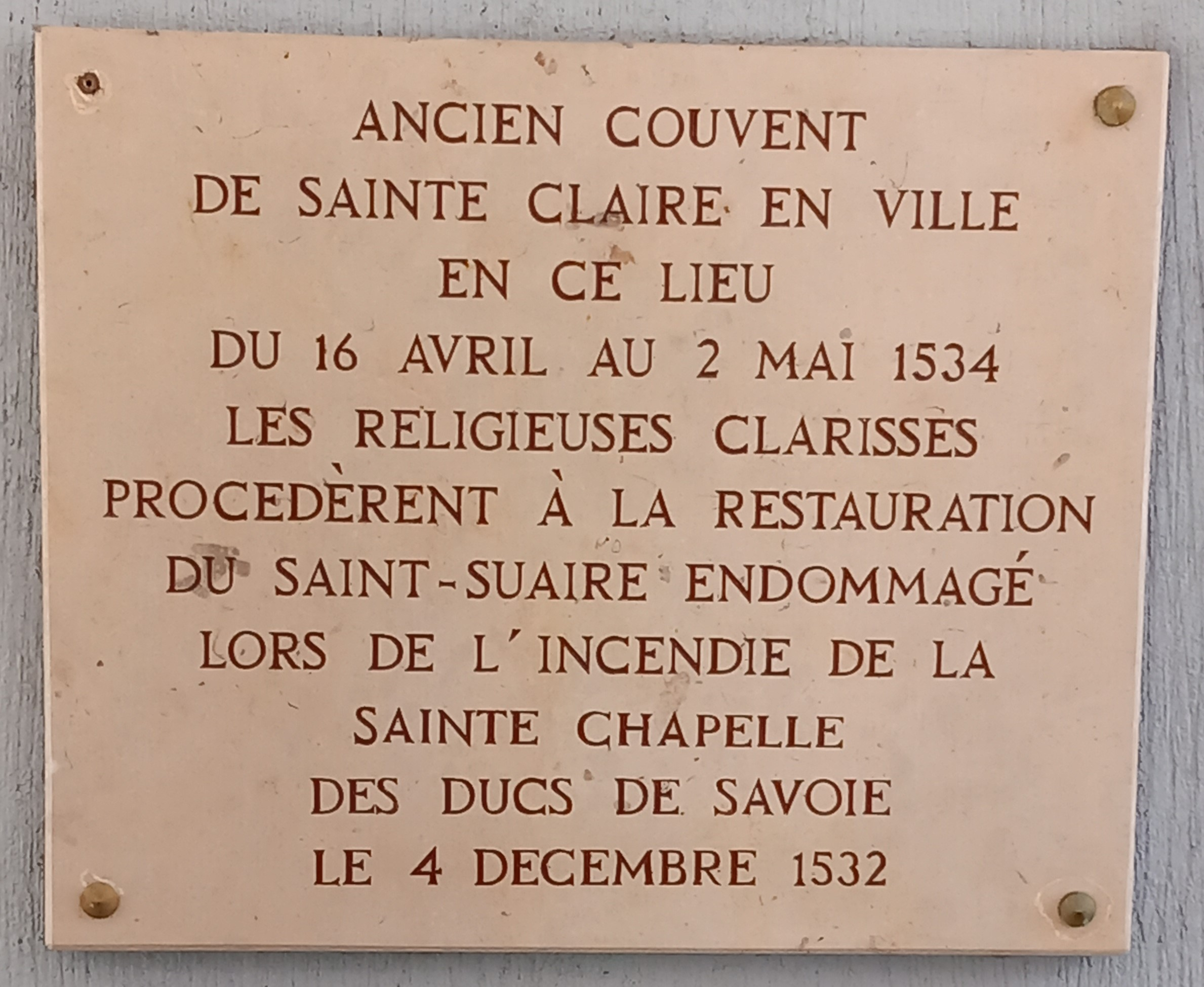
Targa posta a Chambéry che ricorda il restauro della Sindone dopo l'incendio del 1532

I Savoia conservano la Sindone nella loro capitale, Chambéry, dove nel 1502 fanno costruire una cappella apposita; nel 1506 ottengono da Giulio II l'autorizzazione al culto pubblico della Sindone con messa e ufficio proprio.
La notte tra il 3 e il 4 dicembre 1532 la cappella in cui la Sindone è custodita va a fuoco e il lenzuolo rischia di essere distrutto; un consigliere del duca, due frati del vicino convento e alcuni fabbri forzano i cancelli e si precipitano all'interno, riuscendo a portare in salvo il reliquiario d'argento, che era già avvolto dalle fiamme. Alcune gocce d'argento fuso erano però cadute sul lenzuolo, bruciandolo in più punti.
La Sindone è affidata alle suore clarisse di Chambéry, che la riparano, applicando dei rappezzi alle bruciature più grandi e cucendo il lenzuolo su una tela di rinforzo. Nel frattempo, poiché si è diffusa la voce che la Sindone sia andata distrutta o rubata, si tiene un'inchiesta ufficiale che, ascoltate le testimonianze di coloro che hanno visto il lenzuolo prima e dopo l'incendio, certifica che si tratta dell'originale. La Sindone viene di nuovo esposta pubblicamente nel 1534.
Nel 1535 il Ducato di Savoia entra in guerra: il duca Carlo III deve lasciare Chambéry e porta con sé la Sindone. Negli anni successivi il lenzuolo soggiorna a Torino, Vercelli e Nizza; soltanto nel 1560 Emanuele Filiberto, successore di Carlo III, può riportare la Sindone a Chambéry, dove rimane per diciotto anni.

### Torino
Dopo aver trasferito la capitale del ducato da Chambéry a Torino nel 1563, nel 1578 il duca Emanuele Filiberto decide di portarvi anche la Sindone. L'occasione si presenta quando l'arcivescovo di Milano, san Carlo Borromeo, fa sapere che intende sciogliere il voto, da lui fatto durante l'epidemia di peste degli anni precedenti, di recarsi in pellegrinaggio a piedi a visitare la Sindone. Emanuele Filiberto ordina di trasferire la tela a Torino per abbreviargli il cammino, che san Carlo percorre in cinque giorni.
La Sindone, però, non viene più riportata a Chambéry: da allora resterà sempre a Torino, salvo brevi spostamenti. Nel 1694 viene collocata nella nuova cappella appositamente costruita, edificata tra il duomo e il palazzo reale dall'architetto Guarino Guarini; successivamente la Sindone viene trasferita e custodita nella cattedrale di Torino, nell’ultima cappella della navata sinistra, sotto la tribuna reale.
Nel 1706 Torino è assediata dai francesi e la Sindone viene portata per breve tempo a Genova; dopo questo episodio non si muoverà più per oltre duecento anni, rimanendo a Torino anche durante il periodo dell'invasione napoleonica. Solo nel 1939, nell'imminenza della Seconda guerra mondiale, viene nascosta nel santuario di Montevergine in Campania, dove rimane fino al 1946; questo è a tutt'oggi il suo ultimo viaggio.

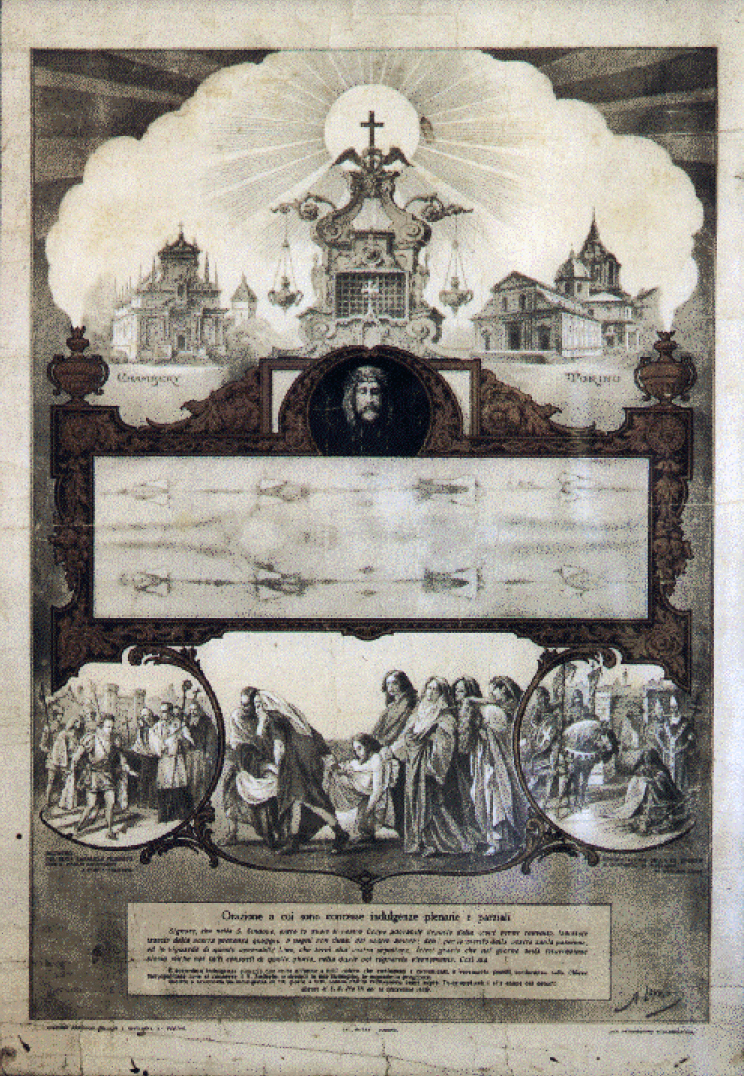
Manifesto commemorativo dell'ostensione del 1898

In occasione dell'ostensione pubblica del 1898, l'avvocato torinese Secondo Pia, appassionato di fotografia, ottiene dal re Umberto I il permesso di fotografare la Sindone. Superate alcune difficoltà tecniche, il Pia esegue due fotografie e al momento dello sviluppo si accorge che l'immagine della Sindone sul negativo fotografico appare "al positivo", vale a dire che l'immagine stessa è in realtà un negativo. La notizia fa discutere e accende l'interesse degli scienziati sulla Sindone, dando inizio a un'epoca di studi che fino a oggi non si è conclusa.
Non manca chi accusa il Pia di avere manipolato le lastre, ma nel 1931 viene eseguita una nuova serie di fotografie, affidata a Giuseppe Enrie. Per evitare polemiche, tutte le operazioni vengono svolte in presenza di testimoni e certificate da un notaio. Le fotografie di Enrie confermano la scoperta del Pia e dimostrano che non vi era stata alcuna manipolazione.
Nel 1959 viene fondato il Centro Internazionale di Sindonologia, con lo scopo di promuovere studi e ricerche sulla Sindone di Torino.
Nel 1973 vengono effettuati i primi studi scientifici diretti, a opera di una commissione nominata dal cardinale Michele Pellegrino. Una campagna di studi più approfondita si svolge nel 1978, quando la Sindone viene messa per cinque giorni a disposizione di due gruppi di studiosi, uno statunitense (lo STURP) e uno italiano.
Nel 1983 muore Umberto II di Savoia, ultimo Re d'Italia: nel suo testamento egli lascia la Sindone in eredità al Papa. Giovanni Paolo II stabilisce che essa rimanga a Torino e nomina l'arcivescovo della città suo custode.
Nel 1988 tre laboratori internazionali eseguono l'esame del carbonio 14: la Sindone viene datata agli anni 1260-1390, ma il risultato viene contestato da numerosi sindonologi.
Nella notte tra l'11 e il 12 aprile 1997 un incendio scoppiato nella cappella della Sacra Sindone, o cappella del Guarini, mette di nuovo in pericolo la Sindone. La Sindone, tuttavia, non viene direttamente interessata dall'incendio poiché il 24 febbraio 1993, per consentire i lavori di restauro della cappella, era stata provvisoriamente trasferita (unitamente alla teca che la custodiva) al centro del coro della cattedrale, dietro all'altare maggiore, protetta da una struttura di cristallo antiproiettile e antisfondamento appositamente costruita.
Nel 2002 la Sindone viene sottoposta a un intervento di restauro conservativo: vengono rimossi i lembi di tessuto bruciato nell'incendio del 1532 e i rattoppi applicati dalle suore di Chambéry; anche il telo di sostegno (la "tela d'Olanda") applicato nel 1534 viene sostituito. Il lenzuolo inoltre viene stirato meccanicamente per eliminare le pieghe e ripulito dalla polvere.
Nel 2009 la proprietà della Sindone è stata messa in discussione: secondo il costituzionalista Francesco Margiotta Broglio, con l'entrata in vigore della Costituzione repubblicana (1º gennaio 1948) la Sindone è diventata proprietà dello Stato italiano in base alla XIII disposizione, comma 3, e il legato testamentario di Umberto II è di conseguenza nullo. Si potrebbe assumere che la Santa Sede abbia ormai acquisito la proprietà della Sindone per usucapione, essendo trascorso il termine di legge senza che lo Stato italiano ne abbia rivendicato la proprietà; tuttavia, essendo la Costituzione una fonte del diritto di rango superiore alle disposizioni di legge ordinaria disciplinanti la proprietà, la questione rimane controversa e di non facile soluzione. Sulla questione è stata presentata un'interrogazione parlamentare.
Per l'ostensione del 2010, iniziata il 10 aprile e terminata il 23 maggio, oltre 1 700 000 pellegrini hanno prenotato la visita alla Sindone presso il duomo di Torino.
Un'altra ostensione si è svolta dal 18 aprile al 24 giugno 2015. Il periodo è stato più lungo (67 giorni) rispetto a quello di altre esposizioni del Telo, sia per la visita del papa Francesco (avvenuta il 21 giugno), sia per la concomitanza con le celebrazioni del giubileo salesiano (200 anni dalla nascita di don Bosco).
Tra il 28 aprile e il 5 maggio 2025, arco temporale comprendente al suo interno la festa liturgica della Sindone (4 maggio), si terrà invece la prima ostensione digitale del Sacro Lino.

### Ipotetica storia antecedente il 1353
Parte di coloro che considerano la Sindone più antica del 1353 prova anche a tracciarne la storia nei secoli precedenti.
Tra i fautori dell'autenticità del lino quale il lenzuolo funebre di Gesù, risalente alla Terra di Palestina del I secolo, non manca chi sostiene l'ipotesi secondo cui la Sindone di Torino sarebbe da identificare con il mandylion o "Immagine di Edessa", un'icona di Gesù molto venerata dai cristiani d'Oriente scomparsa nel 1204 (questo spiegherebbe l'assenza di documenti che si riferiscano alla Sindone in tale periodo). In questo caso, occorrerebbe ipotizzare che il telo di Edessa, che è descritto come un fazzoletto, fosse esposto solo ripiegato più volte e in modo tale da mostrare unicamente l'immagine del volto.

## Caratteristiche generali

### Il lenzuolo
La Sindone è un lenzuolo di lino di colore giallo ocra, avente forma rettangolare di dimensioni di circa 441 cm x 111 cm. In corrispondenza di uno dei lati lunghi, il telo risulta tagliato e ricucito per tutta la lunghezza a otto centimetri dal margine.
Il lenzuolo è tessuto a mano con trama a spina di pesce e con rapporto ordito-trama di 3:1.
Il lenzuolo è cucito su un telo di supporto, pure di lino, delle stesse dimensioni: il supporto originale, applicato nel 1534, è stato sostituito nel 2002 con un telo simile più recente.
Le bruciature più vistose sono state causate dall'incendio scoppiato il 4 dicembre 1532 nella Sainte Chapelle di Chambéry, in cui la Sindone rischiò di essere distrutta. Un oggetto rovente (delle gocce d'argento fuso, oppure una parte del reliquiario) aprì nel lenzuolo numerosi fori di forma approssimativamente triangolare, disposti simmetricamente ai lati dell'immagine in quanto il lenzuolo era conservato ripiegato più volte su sé stesso. Nel 1534 le suore clarisse di Chambéry ripararono i danni cucendo sui fori delle pezze di tessuto e impunturando la Sindone su un telo di supporto della stessa grandezza. Nel 2002, in un intervento di restauro conservativo, tutti i rappezzi sono stati rimossi e il telo di supporto originale è stato sostituito con un altro più recente.
Altre bruciature, più piccole, formano quattro gruppi di fori approssimativamente circolari o lineari. Il colorito delle bruciature varia in ragione delle temperature alle quali furono esposti le parti di tessuti. In questo caso la Sindone doveva essere piegata in quattro (una volta nel senso della lunghezza e una nel senso della larghezza). Un'ipotesi per la loro formazione è che la Sindone venisse esposta vicino a delle torce accese. Non si conosce l'evento che li produsse ma fu certamente anteriore al 1516, poiché compaiono in una copia della Sindone dipinta in tale data e conservata a Lierre.

### L'immagine

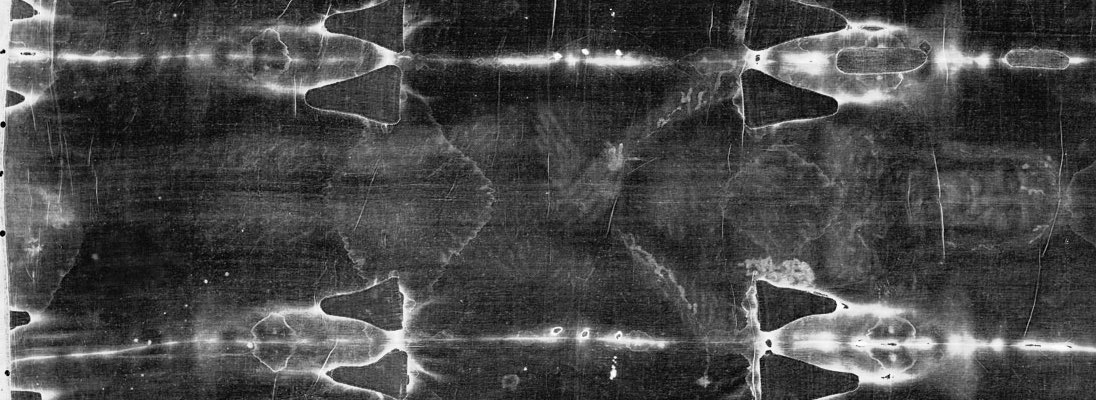
L'immagine frontale presente sulla Sindone nel negativo fotografico

Il lenzuolo riporta due immagini molto tenui che ritraggono un corpo umano nudo, a grandezza naturale, una di fronte (immagine frontale) e l'altra di schiena (immagine dorsale); sono allineate testa contro testa, separate da uno spazio che non reca tracce corporee. Sono di colore più scuro di quello del telo.
L'immagine appare essere la proiezione verticale della figura dell'Uomo della Sindone: le proporzioni del corpo sono infatti quelle che si osservano guardando una persona direttamente o in fotografia, mentre l'immagine ottenuta stendendo un lenzuolo a contatto col corpo dovrebbe apparire distorta, ad esempio il viso dovrebbe apparire molto più largo.
Il corpo raffigurato appare quello di un maschio adulto, con la barba e i capelli lunghi.
L'immagine è poco visibile a occhio nudo e può essere percepita solo a una certa distanza (uno-due metri, mentre avvicinandosi sembra scomparire). Come scoprì Secondo Pia nel 1898, l'immagine è "al negativo", cioè i chiaroscuri sono invertiti rispetto a quelli naturali: infatti essa appare come "positiva" sul negativo fotografico acquisito in luce visibile. Si noti però che l'immagine appare come "positiva" su un positivo fotografico acquisito nell'infrarosso (8-14 micrometri).

### Il restauro del 2002
Nel 2002 la Sindone è stata sottoposta a un intervento di restauro conservativo: sono stati rimossi i lembi di tessuto bruciato nell'incendio del 1532 e i rattoppi applicati dalle suore di Chambéry; anche il telo di sostegno (la "tela d'Olanda") applicato nel 1534 è stato sostituito. Il lenzuolo inoltre è stato stirato meccanicamente per eliminare le pieghe e ripulito dalla polvere; a seguito della stiratura le dimensioni della Sindone sono aumentate di circa 5 cm in lunghezza e 2 cm in larghezza.
Le modalità del restauro sono state criticate da diversi studiosi. Essi hanno criticato il fatto che non si sia colta l'occasione per eseguire nuovi esami: in particolare si sarebbe potuto ripetere il test del Carbonio 14 sui lembi di tessuto carbonizzato in modo da chiarire una volta per tutte i dubbi posti dagli autenticisti sull'esame del 1988.
Inoltre gli interventi eseguiti, in particolare la pulizia del lenzuolo eseguita con un aspiratore, hanno probabilmente alterato o rimosso dalla Sindone materiale che avrebbe potuto essere esaminato per fornire utili indicazioni.

## Studi scientifici
Secondo alcuni studiosi la Sindone è tra gli oggetti più studiati e dibattuti della storia dell'uomo. Se la datazione emersa dall'esame del C14 è generalmente accettata dalla comunità scientifica, nessuna ipotesi formulata sulla formazione dell'immagine sul tessuto è invece ritenuta soddisfacente e condivisa dagli studiosi.

### Esame del carbonio 14
Il più celebre e importante esame compiuto sul telo, per la grande risonanza che ha avuto sui mezzi d'informazione, è la datazione eseguita nel 1988 con la tecnica radiometrica del carbonio 14. Secondo il risultato dell'esame, eseguito separatamente da tre laboratori (Tucson, Oxford e Zurigo) su un campione di tessuto prelevato appositamente, il lenzuolo va datato nell'intervallo di tempo compreso tra il 1260 e il 1390. Questa datazione corrisponde al periodo in cui si ha la prima documentazione storica che si riferisca con certezza alla Sindone di Torino (1353).
La correttezza dell'esame del Carbonio 14 effettuato, riconosciuta valida dalla comunità scientifica, è criticata o messa in dubbio dagli "autenticisti" sostenitori di un'origine più antica, che si appoggiano ad altre osservazioni, presentate su riviste con decisamente minor fattore di impatto nella valutazione accademica, sostenendo che vi sarebbe la possibilità che il telo sia più antico e originario del Medio Oriente.

### Esami sulle presunte tracce ematiche
I primi esami sulle presunte macchie di sangue furono condotti nel 1973 da G. Frache, E. Mari Rizzati ed E. Mari, membri della commissione scientifica nominata dal cardinale Pellegrino, su due fili di tessuto sindonico. I risultati furono negativi anche se Frache, Mari Rizzati e Mari precisarono che "la risposta negativa fornita dalle analisi condotte non ci permette di dare un giudizio assoluto dell'esclusione della natura ematica del materiale esaminato".
Ulteriori esami microscopici effettuati da Guido Filogamo e Alberto Zina non rilevarono la presenza di globuli rossi o di altri corpuscoli del sangue. Sia Frache sia Filogamo trovarono dei granuli di materiale colorante.
Nel 1978 l'arcivescovo di Torino Ballestrero consentì allo STURP (Shroud of Turin Research Project) di analizzare la sindone. Furono premute strisce adesive sulla sindone per asportare delle particelle e furono prelevati alcuni fili. Nel 1980 Walter McCrone, microscopista consulente dello STURP, presentò due lavori allo STURP: sulla base di osservazioni microscopiche e analisi chimiche, egli annunciò di avere trovate tracce di ocra rossa, cinabro (solfuro di mercurio, un colorante rosso molto diffuso nel Medioevo) e alizarina (un pigmento rosato di origine vegetale, al giorno d'oggi prodotto sinteticamente). Secondo McCrone, le risultanze del suo studio proverebbero che la sindone è un dipinto. I due lavori furono tuttavia respinti dallo STURP, che espulse McCrone e incaricò due propri membri (John Heller e Alan Adler) di compiere nuove analisi.
Heller e Adler, contrariamente a McCrone, avrebbero rilevato con vari test chimici e fisici la presenza di emoglobina (analoghi risultati avrebbe raggiunto anche Pellicori), albumina e bilirubina e osservarono che le macchie di sangue si sciolgono completamente in una miscela di enzimi proteolitici, il che indicherebbe che siano composte interamente da sostanze proteiche, e non da pigmenti minerali o vegetali. Inoltre trovarono che gli aloni intorno alle macchie di sangue sarebbero composti da siero. Heller e Adler, pur ritrovando analoghe sostanze di quelle rinvenute da McCrone (ossido di ferro, proteine, pigmenti) arrivarono a conclusioni opposte, attribuendo la presenza di pigmenti a contaminazioni successive.
La conclusione dello STURP fu che le "macchie di sangue" sono costituite interamente da sangue. Le particelle di ossido di ferro, che McCrone identificò come ocra rossa, possono anche essere residui del ferro presente nel sangue. Secondo Heller e Adler la spiegazione corretta sarebbe quest'ultima, in quanto l'ocra rossa non sarebbe costituita da ossido di ferro puro, ma conterrebbe normalmente rilevanti quantità di impurità come manganese, nickel e cobalto oltre che mercurio. I campioni sindonici, secondo Heller, non contengono quantità misurabili di nessuno di tali elementi, mentre contengono numerosi elementi (sodio, magnesio, alluminio, silicio, fosforo, zolfo, potassio, calcio, ferro) presenti nel sangue.
Gli studi di Heller e Adler sono stati criticati sotto diversi aspetti:
- Luigi Garlaschelli obietta che Heller e Adler per le loro ricerche fecero uso del test delle porfirine, che tuttavia non è un test specifico del sangue e darebbe risultati positivi anche su un vegetale[43]. Anche nessuno degli ulteriori test utilizzati è specifico per il sangue[55][56].
- John Fischer, un esperto di analisi forense, nel 1983, durante la conferenza dell'International Association for Identification, presentò la sua ricerca tesa a mostrare che risultati simili a quelli di Heller e Adler si potrebbero ottenere come falsi positivi da tracce di pittura a tempera[46]. Analoghe asserzioni fa Steven Schafersman[57].

Nel 1982 la presenza di sangue fu rilevata anche da Baima Bollone, Jorio e Massaro, i quali, usando test immunologici, identificarono il sangue come umano di gruppo AB. Il loro test fu ripetuto (esclusa l'identificazione del gruppo sanguigno) dallo STURP, che ne confermò il risultato.
Luigi Garlaschelli nota in merito che i test immunologici sarebbero tanto sensibili da rendere difficile discriminare tra campione e inquinamenti. Più specificamente Vittorio Pesce Delfino nota che gli esami istochimici di Baima Bollone evidenziarono solo tracce di ferro, che Bollone attribuì a emoglobina. Nota Delfino che il ferro non indica univocamente l'emoglobina e che l'ossido di ferro, ad esempio, è stato trovato nell'ocra rossa che è stata riscontrata sulla tela.
Nel 2008 analisi eseguite per spettrometria Raman su polvere raccolta nel 1978 tra la Sindone e la tela d'Olanda posta sul retro hanno rilevato la possibile presenza di pigmenti, in accordo con le osservazioni di McCrone, e di emoglobina. Le analisi furono svolte da Giulia Moscardi, che tuttavia ritiene che i pigmenti siano da attribuire a contaminazioni successive e ritiene che l'ossido di ferro presente sia il risultato della degradazione dell'emoglobina.
Secondo lo STURP e Baima Bollone, le ipotetiche macchie di sangue si sarebbero formate per contatto diretto con l'uomo avvolto nel lenzuolo. Garlaschelli fa notare tuttavia che il sangue, se ancora fluido, avrebbe dovuto lasciare delle macchie informi e che risulta fisicamente impossibile che il sangue di un corpo in quella posizione scorra sulla superficie esterna della capigliatura.
Secondo uno studio del 2018, almeno la metà delle macchie di sangue sulla Sindone potrebbero essere false: «nessuna posizione del corpo le giustificherebbe». L'analisi delle tracce ematiche visibili in corrispondenza del lato anteriore del torace (le ferite della lancia) sono compatibili col sanguinamento di un individuo in posizione eretta, mentre sono totalmente irrealistiche le macchie sul lato opposto, attribuite al sanguinamento delle medesime ferite, ma a morte già avvenuta e in posizione supina.

### Esame del tessuto
La forma della Sindone è approssimativamente rettangolare. Prima del restauro del 2002 le dimensioni erano 437,7 cm il lato in basso (considerando la posizione ostensiva con la figura frontale a sinistra e dorsale a destra), 434 cm il lato alto, 112,5 cm a sinistra e 113 a destra. In seguito al restauro del 2002, durante il quale è stato rimosso il telo di supporto sul quale era cucita, la distensione del telo ha prodotto un leggero aumento delle dimensioni: lato basso 441,5 cm, alto 442, sinistra 113, destra 113,7.
Lo spessore del tessuto è di circa 0,34 millimetri. Il peso, valutato approssimativamente, è di 2,450 kg.
Il tessuto della Sindone è stato esaminato da Virgilio Timossi, Silvio Curto (allora direttore del Museo egizio di Torino) e altri. Esso è di lino filato a mano: le fibre presentano infatti irregolarità tipiche della lavorazione manuale. I fili del tessuto hanno uno spessore di circa 250 millesimi di millimetro e sono composti da una settantina di fibrille del diametro di 10-20 millesimi di millimetro. La filatura delle fibrille della Sindone è in senso orario, o "a Z".
Da un punto di vista archeologico le sindoni giudaiche del I secolo conosciute sono diverse da quella di Torino per tessuto, tessitura, torcitura del filo e disposizione intorno al corpo.
Una sindone ritrovata ad Akeldamà (analizzata al carbonio 14, e datata 50 a.C./70 d.C.) mostra molte differenze rispetto a quella di Torino: le braccia distese ai lati; collo, polsi e caviglie fermati con appositi bendaggi. Il tessuto era di lana, la struttura 1:1 (la sindone di Torino è a spina di pesce 3:1), la trama è a S (quella di Torino è a Z).
Altre sindoni risalenti allo stesso periodo confermano la presenza di trame più semplici di quella di Torino, la pluralità di bendaggi e la filatura a S, ponendo seri dubbi sull'appartenenza della Sindone di Torino alla produzione sindonica dell'epoca di area ebraica.
L'immagine della sindone manca di deformazioni tipiche dell'immagine che si può formare nel contatto tra un corpo e una tela. La deformazione che si dovrebbe avere è quella di un'immagine molto dilatata. Questo dovrebbe accadere in particolare per il volto: si tratta del noto effetto “Maschera di Agamennone”. Il volto dell'uomo sindonico invece non presenta questa dilatazione, il che è scientificamente spiegabile solo con l'ipotesi che a lasciare l'impronta sia stato un bassorilievo poco aggettante. Si nota inoltre che l'immagine dorsale, essendo quella su cui premeva il peso del corpo dovrebbe avere maggiore intensità rispetto a quella frontale ma così non è.
Finora tra i reperti pervenutici non è stato rinvenuto un esemplare di tessuto del I secolo d.C. completamente compatibile con la Sindone, vale a dire un lenzuolo di lino intessuto a "spina di pesce" con un rapporto ordito-trama di 3:1. Invece se ne conosce uno di epoca medievale intessuto con intreccio identico a quello sindonico: è custodito al Victoria and Albert Museum di Londra e risale al XIV secolo, epoca che coincide con la datazione della Sindone effettuata tramite l'esame del Carbonio 14. Sono anche stati ritrovati nell'area mediorientale alcuni sudari, o parti deteriorate di questi, risalenti all'incirca al periodo in cui dovrebbe essere vissuto Gesù, sia di lino sia di lana, con rapporti di ordito-trama di 1:1 o 2:2, tutti però caratterizzati da una filatura a "S" e dalla presenza di differenti teli e di corde (un metodo di fasciatura descritto anche nel vangelo di Giovanni).
Shimon Gibson, archeologo israeliano scopritore della sindone di Akeldamà, ha rinvenuto nel sepolcro una sindone per ricoprire il corpo e un panno separato, una sorta di "fazzoletto", per ricoprire solo il volto (usanza che permetteva a una persona data erroneamente per morta di non soffocare e di poter avvertire chi era nelle vicinanze urlando). Per la difformità rispetto a questo rinvenimento, in aggiunta alla fiducia sul risultato della datazione al C14, Gibson ritiene che la Sindone di Torino non sia autentica: «una sindone composta da un solo telo non pare rientrasse nella pratica comune all'epoca di Gesù».

### Esame medico-legale
Secondo il medico legale Baima Bollone, la figura impressa corrisponde a quella di un corpo crocifisso irrigidito dal rigor mortis: «La struttura somatica è fissata in una posizione del tutto innaturale [...] gli arti superiori sono flessi a circa 100° il destro e 90° il sinistro in corrispondenza delle spalle [...] il lenzuolo fu teso a ponte sul cadavere irrigidito nell'atteggiamento di lieve flessione del capo, [...], e anche delle ginocchia, intuitivamente assunto sulla croce [...] la marcata rigidità dei muscoli mimici e del collo, questa seconda comprovata dalla posizione del capo permanentemente flesso verso il torace, nonché dalle grandi masse muscolari del petto e delle cosce mostra che l'uomo della sindone era in stato di rigidità cadaverica».
Secondo il chimico Garlaschelli, la posizione del corpo non appare in linea con ciò che avviene in un cadavere e le mani sono sovrapposte sul pube, ma in un morto ciò non è possibile, poiché la posizione richiede che i muscoli siano in tensione oppure che le mani siano legate (ma sulla sindone non c'è traccia di legacci), mentre «le braccia rilassate di un cadavere ricadrebbero più giù e le mani si congiungerebbero solo sullo stomaco». Il rigor mortis (tesi ad esempio sostenuta da Bollone) non giustifica la posizione poiché se i muscoli di un cadavere vengono forzati, questi si rilassano.

#### Presunti segni dei chiodi
Pierre Barbet afferma di avere verificato, con esperimenti su cadaveri e su arti amputati, che in effetti la crocifissione nel palmo della mano non è possibile, perché sotto il peso del corpo i tessuti molli della mano si lacerano: il crocifisso finirebbe presto per cadere dalla croce. Afferma quindi che il chiodo fu infisso nel polso, cosicché il corpo è trattenuto in posizione dallo scheletro e dai legamenti, che possono reggere agevolmente il peso.
Secondo Barbet, i chiodi furono infissi nello "spazio di Destot", una piccola apertura tra quattro ossicini del polso (semilunare, piramidale, capitato e uncinato). Egli ha osservato inoltre che un chiodo infisso in questa posizione lede il nervo mediano: questa lesione provoca al crocifisso un dolore acuto (si tratta dello stesso nervo interessato dalla sindrome del tunnel carpale) e causa la flessione del pollice. Infatti i pollici dell'Uomo della Sindone non sono visibili.
Quasi tutti gli studiosi seguono l'opinione di Barbet, con un'eccezione degna di nota: Frederick Zugibe ritiene invece che i chiodi siano stati infissi alla base del palmo. Anche qui vi è un passaggio tra le ossa del carpo e del metacarpo che permetterebbe al chiodo di trapassare l'arto senza produrre fratture e di uscire nella posizione che si osserva sulla Sindone.
Questi studiosi ritengono che la posizione dei chiodi nei polsi sia un indizio a supporto dell'autenticità della Sindone.
Riguardo alle tecniche di crocefissione del periodo, tuttavia si conosce poco: il primo rinvenuto tra gli unici due corpi con segni di crocefissione è quello di Yehohanan ben Hagkol, le cui ossa sono state ritrovate nel quartiere Giv'at at HaMivtar a Gerusalemme Est. In base alle ricostruzioni effettuate partendo dai resti ritrovati, risalenti al I secolo, le mani erano presumibilmente legate e i piedi inchiodati, con i due calcagni trapassati da chiodi di ferro del diametro di 1 cm della lunghezza di circa 11,5 cm (caratteristiche del chiodo ritrovato nel calcagno destro, erroneamente stimato in un primo tempo in 17–18 cm di lunghezza) e la posizione dei piedi era ai lati della croce.

#### Presunti segni di flagello
Sulla Sindone si vedono circa 120 segni distribuiti lungo il corpo che, secondo gli autenticisti, sarebbero stati causati dal flagrum, il flagello romano. Si nota tuttavia che da nessuno di questi segni si vedono tracce o rivoli di sangue come ci si aspetterebbe. Inoltre, gli ipotetici segni del flagello risulterebbero essere disposti in maniera particolarmente simmetrica e regolare su tutta l'immagine, evento improbabile in una flagellazione reale, e compatibile invece con una rappresentazione pittorica.

#### La presunta corona di spine
In corrispondenza del cuoio capelluto si notano numerose impronte puntiformi e tondeggianti dall'aspetto di ferite da punta, da cui si dipartono diverse colature di sangue. Gli autenticisti le identificano con le ferite prodotte dalla corona di spine che, secondo i Vangeli, fu posta sul capo di Gesù. Non si hanno notizie storiche di altri casi di coronazione di spine (gli esegeti in genere presumono che si sia trattato di una trovata estemporanea dei soldati per deridere Gesù "re dei Giudei"), per cui non si conosce come questa corona avrebbe potuto essere composta.
Secondo alcuni studiosi e critici, le colature del sangue sarebbero irrealistiche, dato che il sangue colando avrebbe impastato i capelli, dando vita a macchie più indistinte. Una possibile risposta a questa obiezione è stata data da Frederick Zugibe, secondo il quale l'Uomo della Sindone fu lavato prima di essere avvolto nel lenzuolo: in questo modo il sangue colato durante la permanenza sulla croce sarebbe stato rimosso e sulla Sindone si sarebbe impressa soltanto l'impronta delle ferite inumidite dal lavaggio.

### Presunti oggetti

#### Monete sugli occhi

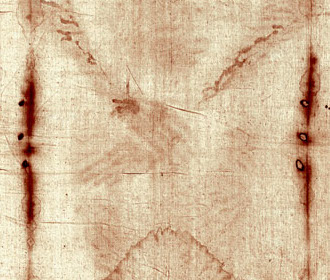
Dettaglio delle mani. Non c'è accordo tra gli studiosi sulla posizione precisa della ferita; secondo alcuni sarebbe nello spazio tra ulna e radio appena retrostante il polso, come in una crocifissione romana.

Alcuni sostenitori dell'autenticità della sindone affermano di aver osservato in corrispondenza degli occhi due piccoli oggetti, da essi identificati come monete, poste sul cadavere per tenere chiuse le palpebre; hanno anche proposto dei tentativi di identificazione delle monete con coniazioni risalenti ai primi anni 30 del I secolo.
Esaminando le foto del telo scattate nel 1931, il gesuita Francis Filas e Alan e Mary Whanger affermano di avere notato sugli occhi dell'Uomo della Sindone le impronte di due piccoli oggetti tondeggianti, che essi hanno identificato come monete coniate da Ponzio Pilato negli anni 29-32; tali monete sarebbero state poste sugli occhi del cadavere, presumibilmente per tenere chiuse le palpebre. Sull'occhio destro questi studiosi riconoscono un bastone ricurvo chiamato lituus, tipico delle monete di Pilato, e le quattro lettere UCAI; l'iscrizione sulle monete autentiche recita ΤΙΒΕΡΙΟΥ ΚΑΙΣΑΡΟΣ ("Tiberio Cesare" in greco), ma Filas ha affermato di aver trovato degli esemplari con la variante ΤΙΟU CΑΙ[ΣΑΡΟΣ], le cui lettere centrali corrispondono a quelle leggibili sulla Sindone; tale identificazione è stata però contestata, in quanto la moneta portata ad esempio da Filas ha il bordo consunto e i resti delle lettere sul bordo sono interpretabili con la legenda consueta. Alan Whanger (professore di psichiatria alla Duke University di Durham, Carolina del Nord) ha confrontato l'immagine della Sindone con quella di una moneta procurata da Filas e avrebbe trovato che corrispondono in modo talmente preciso che egli ipotizza che le due monete siano state coniate sullo stesso stampo. Sull'occhio sinistro invece vi sarebbero le lettere ARO e delle spighe. In questo caso si tratterebbe di una moneta coniata in onore di Livia, madre di Tiberio. Recentemente, Pier Luigi Baima Bollone e Nello Balossino hanno dichiarato di ritenere di aver identificato un'altra moneta (anche questa in onore di Livia) sul sopracciglio sinistro.
Tuttavia si fa notare come queste scoperte di monete fanno leva sulle foto del 1931, e non su quelle - a più alta definizione - scattate in anni più recenti. Inoltre la definizione minima dell'immagine della Sindone è di mezzo centimetro, per cui non sarebbe possibile identificare particolari così piccoli; le "monete" sarebbero quindi solo frutto di illusioni ottiche da parte degli osservatori che vedrebbero quello che si aspettano di vedere (pareidolia).
Altri hanno poi suggerito che si tratti di immagini spurie generate da irregolarità delle lastre fotografiche, o delle successive copie di queste, mentre sulla Sindone esse non sarebbero in realtà presenti, affermando che nelle fotografie più recenti e di migliore qualità e definizione, ad esempio quelle scattate nel 1978, esse non sono visibili.
I Whanger rispondono che a loro dire le immagini delle monete sarebbero presenti sulle foto di Pia del 1898, sia su quelle di Enrie del 1931, e sia anche sulle foto del 1978, anche se in queste ultime le lettere appaiono leggermente distorte; affermano anche che, a loro dire, durante l'ostensione televisiva del 1973, a causa del modo in cui la Sindone è stata dispiegata, il tessuto sarebbe stato sottoposto a una tensione nella regione dell'occhio destro, che secondo loro avrebbe leggermente tirato o ruotato alcuni fili. Pierluigi Baima Bollone ha invece ammesso che la moneta da lui identificata sul sopracciglio nella foto del 1931 non compare nelle fotografie recenti, neanche in quelle da lui scattate.
È stato anche contestato che tra gli ebrei del tempo vi fosse l'usanza di porre delle monete sugli occhi o oggetti pagani all'interno di tombe: secondo Levy Rahmani (direttore dell'Autorità Israeliana per le Antichità) le poche volte (alcune decine di volte su tremila tombe indagate) in cui si è trovata una monetina nella bocca del defunto (e non sugli occhi) si trattava della ripresa di un uso ellenistico, quello dell'obolo pagato a Caronte.
Alan Whanger sostiene però che alcune monete sono state rinvenute anche all'interno del cranio del defunto, e che per un cadavere sdraiato in posizione supina, una moneta può cadere all'interno del cranio soltanto se era posta su un occhio: in questo caso infatti, a seguito della decomposizione dei tessuti molli dell'occhio e del cervello, per effetto della gravità la moneta naturalmente cadrebbe attraverso la fessura in fondo alla cavità orbitale. Una moneta posta in bocca, invece, si trova a lato del cranio e non al di sopra di esso, per cui, secondo Whanger, è impossibile che vi cada dentro. Whanger inoltre fa notare che, secondo le usanze del tempo, i cadaveri venivano lasciati nei sepolcri soltanto per un anno, dopodiché le ossa venivano raccolte e trasferite in un ossario, e il sepolcro veniva riutilizzato per seppellirvi altri defunti; secondo Whanger le monete, usate per chiudere le palpebre, a quel punto non servivano più, e a suo dire sarebbero state recuperate, oppure perse durante il trasferimento.
Luigi Gonella (fisico del Politecnico di Torino e consulente scientifico del cardinale Ballestrero) afferma che "Quella della Sindone è un'immagine il cui dettaglio più piccolo, macchie di sangue escluse, è di mezzo centimetro. Come le labbra. Appare quindi molto, molto incongruente che esistano dei dettagli dell'ordine di decimi di millimetro come le lettere sulle monete. Ma si sa: a forza di ingrandire, si finisce a vedere anche quello che non c'è".

#### Altri oggetti
Alan e Mary Whanger sostengono di aver identificato anche immagini di fiori e di numerosi oggetti ai lati dell'immagine corporea. Si tratta di immagini molto deboli, visibili generalmente solo in fotografie specificatamente trattate per aumentare il contrasto; tuttavia Avinoam Danin dichiara di aver osservato direttamente alcuni dei fiori sulla Sindone durante l'ostensione del 1998.
Danin, botanico israeliano, ha dichiarato che avrebbe identificato 28 specie diverse: secondo i suoi studi, l'unico luogo in cui esse sono presenti tutte insieme sarebbe una ristretta area tra Gerusalemme e Gerico. Molte di queste specie corrispondono inoltre a quelle dei pollini identificati da Max Frei. Tuttavia la stessa indagine palinografica di Frei è molto controversa e altri scienziati del ramo ne negano radicalmente l'attendibilità e i risultati finali, e questi studi di Danin non sono stati pubblicati su riviste scientifiche.
Per quanto riguarda gli altri oggetti, gli Whanger affermano di riconoscere tutti i tradizionali "Strumenti della Passione": i chiodi, una lancia, una spugna, e inoltre una corda, un paio di pinze, e altro ancora. Essi ritengono che tutti questi oggetti siano stati posti nel sepolcro con Gesù perché macchiati del suo sangue: le usanze ebraiche, tuttora valide, prevedono infatti che il sangue del defunto, per quanto possibile, venga sepolto insieme con lui. I fiori invece sarebbero stati usati per coprire con i loro profumi l'odore della decomposizione.
I Whanger hanno riscontrato che gli Strumenti della Passione sono dipinti su numerose raffigurazioni della crocefissione soprattutto nel periodo successivo al 1350, quando la Sindone fu esposta a Lirey, e hanno spesso la stessa configurazione delle immagini sulla Sindone. Essi ipotizzano che, a causa del progressivo lento ingiallimento del lino (probabilmente accelerato dall'incendio del 1532), a quel tempo l'immagine sindonica fosse più chiaramente visibile di oggi, e questi oggetti siano stati osservati su di essa e ricopiati dai pittori.
I loro ritrovamenti sono però visti con scetticismo, anche da diversi sindonologi favorevoli all'autenticità. Valga ad esempio l'ironico commento di Ray Rogers: «Molti osservatori guardano l'immagine per così tanto tempo che cominciano a vedere delle cose che altri non vedono.»
È da notare poi che alcuni dei particolari al limite della definizione dell'immagine della Sindone (circa 5 mm) sono interpretati in maniera differente da studiosi differenti, per cui anche chi afferma di individuare sull'immagine possibili scritte o piccoli oggetti (come le succitate monete) non ne dà sempre un'interpretazione univoca. Molto controverse e rifiutate da molti autenticisti e studiosi le affermazioni fatte da Barbara Frale su presunte iscrizioni di natura burocratica legate all'esecuzione della condanna a morte e alle operazioni a essa strettamente connesse, che sarebbero presenti sul telo. Queste tesi sono state confutate da vari esperti (Andrea Nicolotti, il filologo classico e grecista Luciano Canfora, Bruno Barberis, mons. Giuseppe Ghiberti) e ritenuti un effetto di pareidolia e una tesi forzata.

#### L'immagine posteriore
Nel restauro del 2002, durante la sostituzione della tela di rinforzo su cui la Sindone è cucita, si è colta l'occasione per fotografare l'altra faccia del lenzuolo, normalmente nascosta da tale tela. Le fotografie hanno rivelato che anche sul retro della Sindone è presente un'immagine, ma molto più debole e confusa di quella sul dritto.
In particolare sul retro della Sindone è visibile l'immagine del volto e probabilmente delle mani, ma non è visibile un'immagine in corrispondenza dell'impronta dorsale dell'Uomo. Dato che almeno in corrispondenza del volto esiste un'immagine superficiale sul lato visibile della Sindone e contemporaneamente esiste un'immagine superficiale sul retro, si deve parlare di "doppia superficialità" dell'immagine corporea.

### Altri esami

#### La statura
Fin dai secoli passati si è tentato di misurare, attraverso la Sindone, la statura di Gesù. I Savoia usavano donare agli ospiti dei nastri la cui lunghezza corrispondeva all'altezza dell'Uomo della Sindone, misurata in 183 cm. Esattamente la stessa altezza è indicata dallo storico bizantino Niceforo Callisto nel XIV secolo: questo viene considerato da fonti autenticiste un indizio a sostegno dell'ipotesi che la Sindone di Torino sia la stessa che si conservava a Costantinopoli fino al 1204.
Le misurazioni moderne hanno dato risultati lievemente differenti: l'altezza dell'immagine sindonica, dal tallone alla sommità del capo, è di 184 cm secondo G. Judica Cordiglia, di 188 cm secondo Luigi Gedda. A questi valori gli studiosi sottraggono 3 cm, poiché il corpo umano, disteso orizzontalmente, si allunga leggermente a causa della distensione della colonna vertebrale. Inoltre l'altezza va ulteriormente diminuita per compensare possibili avvolgimenti o pieghe del lenzuolo sul corpo, ma vi sono diversi pareri sull'entità di questa seconda correzione: per esempio Giulio Ricci, intorno al 1940, spinto forse dall'intenzione di far rientrare l'Uomo della Sindone nei presunti canoni della "razza ebraica", la stimava addirittura in 24 cm, ottenendo una statura di 163 cm. La maggior parte degli studiosi che si sono occupati di questo problema ritiene esagerata questa correzione: essi calcolano la statura dell'Uomo della Sindone tra i 178 e i 185 cm.

#### Esame palinologico
Nel 1973 il criminologo svizzero Max Frei Sulzer, ex direttore della polizia scientifica di Zurigo, con dei nastri adesivi ha prelevato dalla superficie della Sindone dei campioni di polvere e pollini, che poi ha studiato al microscopio elettronico. Nel 1976 ha pubblicato i risultati delle sue analisi. Frei non disse mai il numero totale di pollini trovati, ma si limitò a elencarne 60 diversi tipi (tra queste 21 specie tipiche della Palestina, 6 dell'Anatolia, 1 specie tipica di Costantinopoli). Frei ne ha dedotto che la Sindone ha soggiornato sia in Palestina sia in Turchia, oltre che in Francia e Italia, il che quindi concorderebbe con la ipotetica ricostruzione proposta per la storia della Sindone anteriore al XIV secolo.
Il lavoro di Frei è stato criticato pesantemente da diversi studiosi perché non tiene conto delle contaminazioni possibili (ad esempio quelle dovute al contatto con i pellegrini). Nel corso dei secoli infatti il telo è stato toccato da migliaia di mani, inoltre non c'è possibilità di determinare la specie di una pianta dal polline, salvo rari casi. Di regola il polline permette solo di determinare i gruppi di specie o il genere o la famiglia.
Una revisione del lavoro di Frei fu svolta da Baruch, che identificò tre sole specie (tra queste l'Gundelia tournefortii), mentre per gli altri pollini fu possibile identificare solo il genere. Anche le conclusioni di Baruch furono contestate. V.M. Bryant nel 2000 osservò infatti che tali conclusioni non erano accettabili poiché: Baruch usò un microscopio ottico e non uno elettronico; i pollini intrisi di colla sono difficilmente analizzabili; l'identificazione dell'unico polline era comunque errata per diametro e ornamentazione osservati.
Nonostante la messa in dubbio degli studi di Frei, questi sono stati ripresi nel 1997-1998 da alcuni sostenitori dell'autenticità della sindone (come Danin e altri), che all'epoca hanno ipotizzato di localizzare il presunto sito di provenienza della Sindone in una zona molto ristretta nei pressi di Gerusalemme.. Tutto questo sebbene ci siano ulteriori ragioni che facciano ritenere inattendibili le conclusioni di Frei: 
- l'identificazione dei vari tipi di pollini non è di per sé indicativa se non fa anche riferimento al cosiddetto spettro pollinico cioè i valori percentuali di ogni tipo di polline presente nel materiale in esame[102]. Gaetano Ciccone afferma che Frei non avrebbe misurato lo spettro pollinico, ma che avrebbe stilato un semplice elenco di pollini chiamandolo impropriamente spettro pollinico[98].
- i pollini non possono resistere centinaia di anni in un ambiente aerobico. Se il polline viene esposto all'aria in poco tempo viene distrutto poiché l'ossigeno corrode la sporopollenina lasciando il polline in balia dell'azione distruttiva di funghi e batteri[104]. Marta Mariotti Lippi, provò sperimentalmente a misurare la conservazione dei pollini: dopo due mesi la perdita di polline sui tessuti testati era stata del 77%[105]

Lo stesso Danin, ricostruendo però più recentemente (2010) l'intera questione delle analisi microscopiche più avanzate sui pollini di Frei, esclude la possibilità che gli stessi possano venire usati da soli per definire un'area geografica di provenienza, sottolineando inoltre come in tal senso sia inutile la mera osservazione della frequenza di piante spinose
.
In particolare, le più recenti analisi di Litt, effettuate con microscopia ottica avanzata e microscopia confocale basata su laser, hanno dimostrato l'impossibilità di definire i pollini perfino a livello di genere, e quindi tanto più a livello di specie; Litt va persino oltre le conclusioni di Baruch, ed esclude anche, con elevata probabilità, che i pollini siano ascrivibili a Gundelia.

#### Datazione chimica
Raymond Rogers ha proposto un metodo chimico di datazione della Sindone basato sulla misura della vanillina presente nel tessuto. Secondo Rogers la vanillina, presente nella lignina della cellulosa del lino e che si consuma spontaneamente a un ritmo molto lento col passare del tempo, avrebbe dovuto essere presente nel tessuto della Sindone se questo fosse medievale (così come era presente nella tela d'Olanda), mentre la sua assenza indicherebbe un'età maggiore.
In base a una stima preliminare pubblicata da Rogers nel 2005, la datazione della Sindone sarebbe compresa all'incirca tra il 1000 a.C. e il 700 d.C. Rogers usa l'Equazione di Arrhenius per stimare il tempo necessario perché si perda il 95% della vanillina, ottenendo 1319 anni considerando una temperatura costante di 25 °C, 1845 anni a una temperatura di 23 °C e 3095 anni a una temperatura di 20 °C, considerando queste temperature delle stime ragionevoli della temperature con cui la Sindone è stata conservata.
Diversi studiosi hanno fatto notare che la vanillina si consuma molto più velocemente con l'aumentare della temperatura e suggerito alcuni scenari per cui i 25 °C / 23 °C / 20 °C costanti ipotizzati da Rogers nella sua stima sarebbero un'approssimazione troppo imprecisa:
- Un incremento di soli 5 °C rispetto ai 25 °C ipotizzati da Rogers, portando la temperatura a 30 °C, porterebbe il tempo necessario a consumare il 95% della vanillina a soli 579 anni. Tuttavia è inverosimile che la Sindone sia stata conservata per sei secoli a una temperatura costante di 30 °C o dei 25 °C ipotizzati da Rogers, giorno e notte, estate e inverno e la temperatura media annua a Torino è inferiore ai 15 °C.
- L'esposizione del telo al calore prodotto dalle torce durante le ostensioni avrebbe potuto produrre un decadimento accelerato della vanillina[110]. Tuttavia sommando la durata di tutte le ostensioni documentate si arriva soltanto a pochi mesi: anche considerando un intero anno, perché questo effetto da solo abbia consumato il 95% della vanillina la Sindone avrebbe dovuto essere riscaldata a oltre 75 °C, una temperatura eccessiva[26].
- Le alte temperature a cui è stata esposta la Sindone (circa 200º[26]) durante l'incendio del 1532 avrebbe consumato molto rapidamente la vanillina: ad esempio con una temperatura di 200 °C si sarebbe consumata in meno di 7 minuti[26]. Rogers nel suo articolo ritiene tuttavia che l'incendio del 1532 potrebbe non avere avuto grossi effetti sul contenuto di vanillina poiché il lino ha una conducibilità termica molto bassa e le parti del lenzuolo lontane dalle bruciature potrebbero non aver raggiunto temperature così alte.[109]

Rimarrebbe poi da spiegare come mai nei campioni usati per l'esame del Carbonio 14 la vanillina, secondo Rogers, non si sarebbe consumata.
Lo studio di Rogers viene definito "molto povero" e carente dal punto di vista metodologico sotto tre aspetti
- Appropriatezza del metodo usato per verificare i residui di vanillina nei fili di lino: sono stati usati test qualitativi per determinare risultati quantitativi;
- Appropriatezza di controlli: nella ricerca Rogers non ha usato campioni di controllo;
- Riproducibilità degli esperimenti: le analisi di Rogers sono state eseguite una sola volta e mancano, quindi, i controlli dovuti per calcolare un "margine d'errore" nella datazione.

#### Datazione tramite raggi X
A partire dagli anni 2000, alcuni ricercatori hanno sperimentato diverse tecniche per la stima della datazione a partire da rilevazioni con uso di raggi X. Il vantaggio delle varie tecniche che fanno uso di raggi X è la loro minore invasività rispetto ad altre metodologie.
Secondo alcuni autenticisti, l'analisi della cellulosa con tecnica WAXS confermerebbe una datazione risalente a 2.000 anni fa.

#### Stima soggettiva delle probabilità
Assumendo come ipotesi che la Sindone sia un reperto effettivamente correlato a un uomo vissuto in Palestina nel I secolo d.C., alcuni studiosi hanno effettuato stime sulla probabilità che quell'uomo non corrispondesse a Gesù Cristo in base alle caratteristiche del telo stesso. Ovviamente il discorso non è valido senza l'ipotesi di base, perché un presunto falsario avrebbe potuto creare ad arte quelle caratteristiche, partendo dalle descrizioni presenti nella letteratura e nell'iconografia.
Nel 1902, Yves Delage, professore di anatomia comparata alla Sorbona, presentò all'Académie des Sciences una relazione in cui, esaminando i fatti allora noti sul lenzuolo e sulle caratteristiche fisiche e anatomiche dell'immagine, valutava soggettivamente che la probabilità che la Sindone non fosse il lenzuolo funebre di Gesù era, a suo parere, inferiore a uno su 10 miliardi.
Negli anni settanta Bruno Barberis, docente dell'Università di Torino e attuale direttore del Centro Internazionale di Sindonologia, espresse una simile stima soggettiva, basandosi su nuovi fattori. La probabilità da lui soggettivamente ipotizzata è di 1 su 200 miliardi; valutazioni soggettive simili sono state ipotizzate anche dal matematico e sindonologo Tino Zeuli, Professore emerito dell'Università di Torino.

### Riproduzioni sperimentali
Diversi studiosi hanno lavorato sulla riproduzione di manufatti con alcune caratteristiche proprie della Sindone, utilizzando vari metodi per poter spiegare quale sia stato il processo di formazione dell'immagine.
- Il prof. Giovanni Tamburelli, grazie al lavoro del team dell'ing. Giovanni Garibotto dello CSELT, produsse nel 1978 delle immagini tridimensionali della Sindone ad una risoluzione superiore a quelle di John Jackson ed Eric Jumper (United States Air Force Academy) dello stesso anno. Un secondo risultato del team fu la rimozione visuale del "sangue" dalle immagini[119].
- Joe Nickell ha "dipinto" un'immagine senza usare pennelli, stendendo un lenzuolo sul corpo di un uomo sdraiato e strofinandolo con un pigmento liquido a base di ocra rossa[120].
- Rodante, Moroni e Delfino-Pesce hanno utilizzato il metodo del bassorilievo riscaldato[121].
- Nicholas Allen ha usato la tecnica fotografica[122].
- Di Lazzaro, Baldacchini, Murra, Santoni, Nichelatti e Fanti, utilizzando un laser a eccimeri, hanno ipotizzato che "un brevissimo e intenso lampo di radiazione VUV direzionale può colorare un tessuto di lino in modo da riprodurre molte delle caratteristiche dell'immagine corporea della Sindone di Torino", e quindi, secondo la loro opinione, l'immagine della Sindone sarebbe stata generata da una radiazione emessa dal corpo umano avvolto in essa[123].
- Luigi Garlaschelli ha usato un metodo derivato da quello di Nickell, aggiungendo a un pigmento una soluzione di acido solforico che ha reagito chimicamente con le fibre del tessuto creando l'immagine, mentre il pigmento è stato poi eliminato sottoponendo il telo a invecchiamento artificiale e successivo lavaggio[120][124].

## La posizione della Chiesa
L'autenticità della Sindone, vale a dire se essa sia o no il lenzuolo funebre di Gesù, è stata a lungo dibattuta: vi sono state dispute al riguardo già nel XIV secolo. Le discussioni sono riprese alla fine del XIX secolo, quando la prima fotografia della Sindone ha rivelato le particolari caratteristiche dell'immagine e ha suscitato l'interesse degli studiosi.
La Chiesa cattolica in passato si è espressa ufficialmente sulla questione dell'autenticità, dapprima in senso negativo. Nel 1389 il vescovo di Troyes inviò un memoriale al Papa, dichiarando che il telo era stato "artificiosamente dipinto in modo ingegnoso" e che "fu provato anche dall'artefice che lo aveva dipinto che esso era fatto per opera umana, non miracolosamente prodotto" (il vescovo, però, non indicò mai il nome del presunto artefice). Nel 1390 antipapa Clemente VII, che si trovava ad Avignone, emanò di conseguenza quattro bolle, con le quali permetteva l'ostensione, ma ordinava di "dire ad alta voce, per far cessare ogni frode, che la suddetta raffigurazione o rappresentazione non è il vero Sudario del Nostro Signore Gesù Cristo, ma una pittura o tavola fatta a raffigurazione o imitazione del Sudario".
Successivamente il giudizio è stato ribaltato in senso positivo. Nel 1506 Giulio II autorizzò il culto pubblico della Sindone con messa e ufficio proprio.
Dal XX secolo la Chiesa cattolica ha scelto di non esprimersi ufficialmente sulla questione dell'autenticità, che peraltro non è argomento fondamentale di fede, lasciando alla scienza il compito di esaminare le prove a favore e contro, ma ne autorizza il culto come icona della Passione di Gesù. Diversi pontefici moderni, da papa Pio XI a papa Giovanni Paolo II, hanno inoltre espresso il loro personale convincimento a favore dell'autenticità.
Le chiese protestanti considerano invece la venerazione della Sindone, e delle reliquie in genere, una manifestazione di religiosità popolare di origine pagana estranea al messaggio evangelico.
In merito alle ricerche rese note nel luglio del 2018 l'arcivescovo torinese Cesare Nosiglia, custode pontificio della Sindone, ha affermato che «la scienza deve fare la sua strada purché sia onesta e senza pregiudizi».

## La sindonologia
Nel tempo si sono costituiti comitati per lo studio della Sindone con lo scopo di provarne la autenticità. Tale posizione definita autenticista .
Per Andrea Nicolotti:
()
Accanto a queste valutazioni critiche, diversi accademici hanno invece considerato la sindonologia come un campo legittimo di indagine interdisciplinare.
Il medico legale Pierluigi Baima Bollone, già professore all’Università di Torino, ha dedicato numerosi studi forensi al telo, analizzando tracce ematiche e residui biologici.
Il chimico Raymond N. Rogers, ricercatore del Los Alamos National Laboratory, pubblicò nel 2005 su Thermochimica Acta uno studio che, pur senza pronunciarsi sull’autenticità, trattava l’oggetto con metodo scientifico.
L’ingegnere Giulio Fanti, docente all’Università di Padova, ha avviato diversi progetti di ricerca applicando tecniche di spettroscopia e modellazione tridimensionale al tessuto.
Questi studiosi, pur giungendo a conclusioni differenti, hanno contribuito a strutturare la sindonologia come disciplina di ricerca autonoma.

## Oggetti analoghi alla Sindone

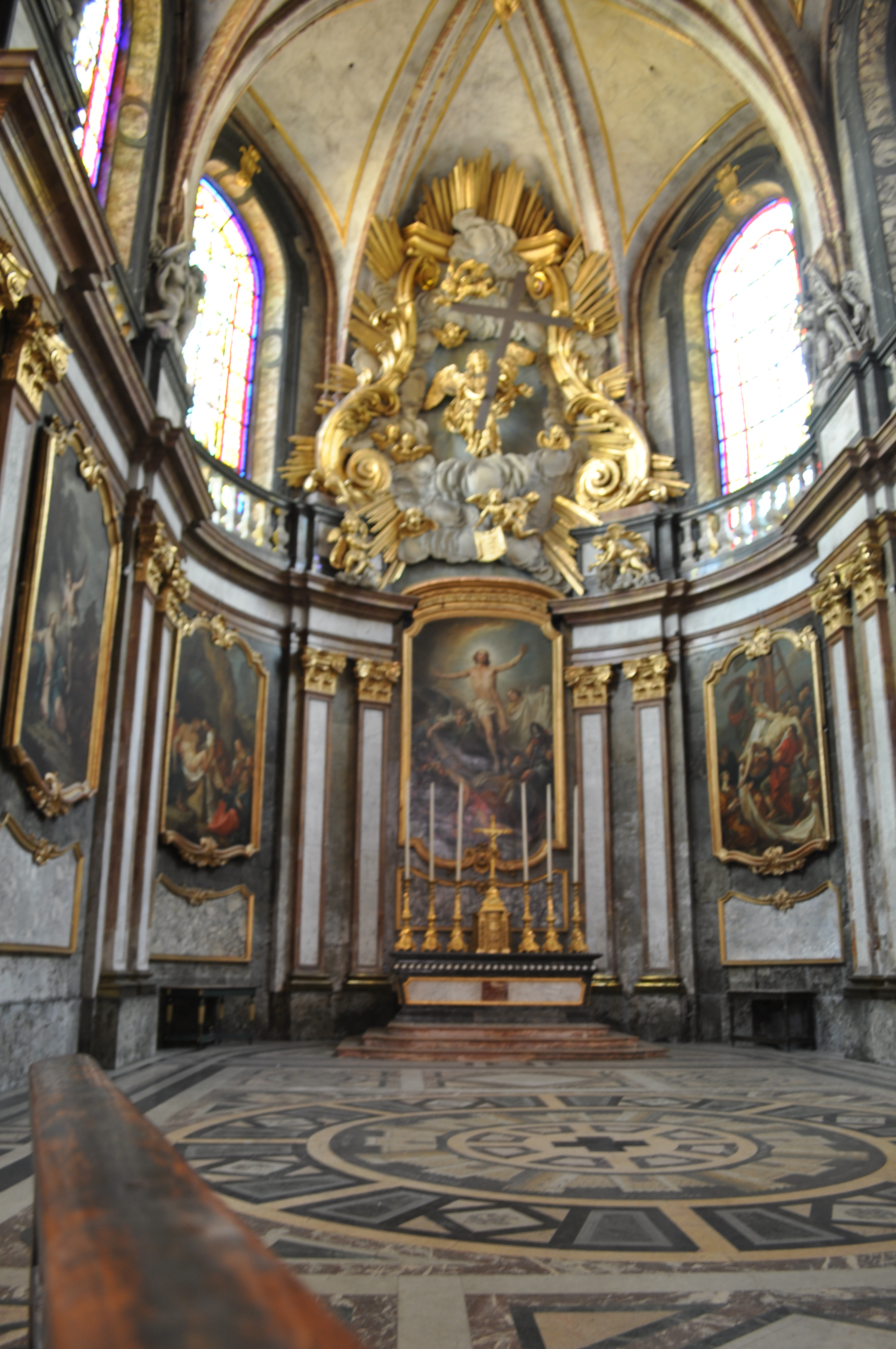
L'abside ovest della cattedrale di Besançon, ove era custodito il Santo Sudario

Il Sudario di OviedoLa Sindone è stata comparata con il presunto sudario di Gesù conservato nella cattedrale di Oviedo, nelle Asturie in Spagna. Questo è un telo molto più piccolo della Sindone (circa 84x53 cm), che non presenta alcuna immagine, ma solo macchie di sangue. È stato ipotizzato da chi sostiene l'autenticità sia della Sindone sia del telo di Oviedo, che questo sudario sia stato posto sul capo di Gesù durante la deposizione dalla croce, e poi rimosso prima di avvolgere il corpo nella Sindone, avendo quindi il tempo di macchiarsi di sangue, ma non quello per subire lo stesso processo di formazione dell'immagine della Sindone, qualunque questo sia stato. Il sudario sarebbe stato conservato a Gerusalemme fino al 614, poi trasportato in Spagna attraverso il Nordafrica; custodito prima a Toledo, venne trasportato a Oviedo tra l'812 e l'842. La datazione con il Metodo del carbonio-14 ha datato il Sudario come risalente al 680 circa, data compatibile con le prime testimonianze storiche documentate dell'esistenza del Sudario in Europa.
Il MandylionIl Mandylion o "Immagine di Edessa" era un telo conservato dapprima a Edessa (oggi Urfa, in Turchia) almeno dal 544, poi dal 944 a Costantinopoli. Le fonti lo descrivono come un fazzoletto che recava impressa in modo miracoloso l'immagine del viso di Gesù. Nel 944, dopo che Edessa era stata occupata dai musulmani, i bizantini trasferirono il mandylion a Costantinopoli. Qui rimase fino al 1204, quando la città venne saccheggiata dai crociati, molte reliquie vennero trafugate e del sacro fazzoletto si persero le tracce. Alcuni, tra cui Ian Wilson, ritengono che il Mandylion fosse la Sindone piegata in otto e chiusa in un reliquiario, in modo da lasciare visibile solo l'immagine del viso. Questa tesi è stata contestata da altri studiosi tra cui lo storico Charles Freeman, secondo cui non ci sono evidenze storiche che permettano di identificare la Sindone con l'immagine di Edessa.
Il velo della VeronicaUna leggenda sostiene che una donna, di nome Veronica, asciugò il volto di Gesù con un panno durante la sua salita al Calvario; sul panno si impresse miracolosamente l'immagine del volto. Questo racconto è talmente noto che l'incontro di Gesù con la Veronica è una delle tradizionali stazioni della Via Crucis. Fino al 1600 circa si conservava a Roma il presunto velo della Veronica; ne fanno menzione anche Dante nella Divina Commedia (Paradiso XXXI, 103-108) e Petrarca nei Rerum vulgarium fragmenta (Componimento XVI, vv. 9-11).
La Sindone di BesançonA Besançon, in Francia, a circa 200 km da Lirey, si trovava un'altra Sindone; sembra che vi fosse giunta nel 1208. Era più piccola della Sindone di Torino (1,3 x 2,6 m) e mostrava solo l'immagine anteriore. Era oggetto di un'intensa venerazione, meta di pellegrinaggio ed era ritenuta miracolosa. La Sindone di Besançon scomparve in un incendio nel 1349, ma nel 1377 i canonici della cattedrale annunciarono di averla ritrovata intatta in un armadio. Nel 1794 andò definitivamente distrutta durante la Rivoluzione francese. Alcuni storici ipotizzano che questa, e non quella di Torino, fosse la Sindone che veniva esposta a Costantinopoli fino al 1204. Altri ipotizzano invece che la Sindone scomparsa nell'incendio del 1349 fosse quella di Torino (l'incendio in cui venne data inizialmente per distrutta precede di pochissimi anni la comparsa di quest'ultima a Lirey) e che quella "ritrovata" nel 1377 fosse una copia; altri ancora ipotizzano che proprio la Sindone di Torino fosse una copia effettuata per sfruttare la fama di quella della vicina Besançon e attirare quindi a Lirey i pellegrini, dubbi che, dopo la prima ostensione del 1357, portarono il vescovo di Troyes, Enrico di Poitiers, a chiedere, senza successo, di esaminare il telo di Lirey, che venne tenuto nascosto fino al 1389.

## Copie della Sindone
Sono note circa 50 copie della Sindone, eseguite da vari pittori in diverse epoche. Una tra le più note, realizzata nel 1516 e conservata a Lier in Belgio, è attribuita ad Albrecht Dürer, ma questa attribuzione è controversa.
La storia della copia spagnola della Sindone inizia nel 1594 quando fu commissionata da Carlo Emanuele I di Savoia per donarla poi al suocero Filippo II di Spagna. Si narra che l'artista commissionato si fosse recato nella Collegiata di Torino e che avesse dovuto dipingere a capo raso e in ginocchio per rispetto.
Una copia recente è nel Real Santuario del Santísimo Cristo de La Laguna a Tenerife (Spagna). Questa replica è stata realizzata con le tecniche più avanzate del XXI secolo, per cui è attualmente considerato la più simile all'originale.

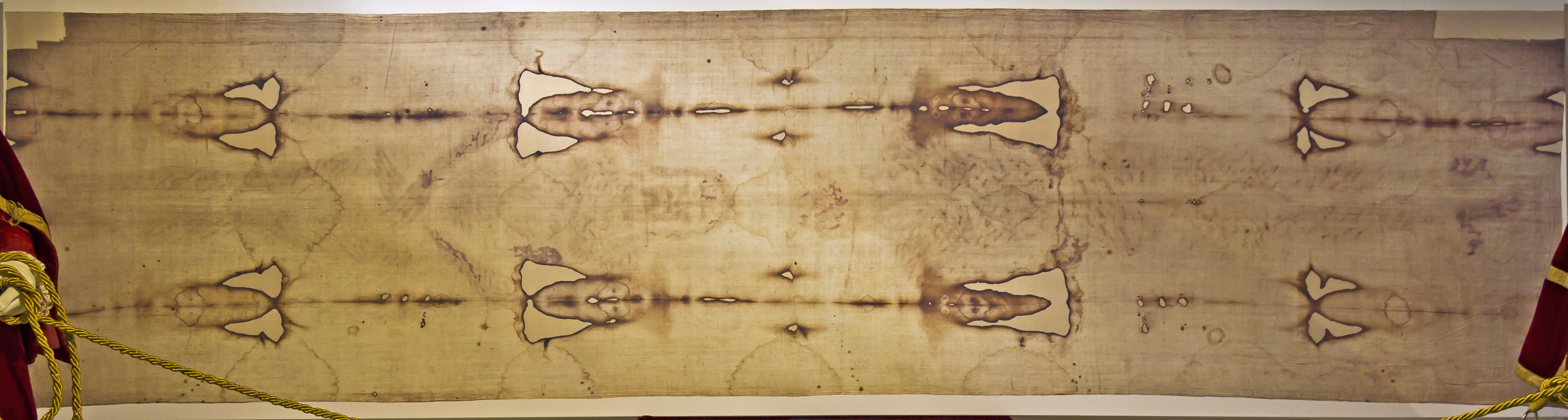
Copia della Sindone, conservata nel Real Santuario del Santísimo Cristo de La Laguna a Tenerife

L'ultima copia della Sindone, la "quarta", è conservata nella Collegiata di Santa Maria Assunta di Ripalimosani, in Molise. Quattro anni più tardi l'opera passò nelle mani di Monsignor Riccardo, Arcivescovo di Bari, per volere dello stesso Savoia. Alla morte del Monsignore, la Sindone passò nelle mani di varie famiglie nobili, e tornò nella Collegiata di Ripalimosani soltanto nel 1807, dopo l'abolizione del regime feudale. La locale copia della Sindone iniziò ad essere venerata pubblicamente nel 1898 per volere di don Nicola Minadeo in occasione dell'esposizione per celebrare le nozze di Vittorio Emanuele III.